# Stallbrüggerfeld
Stallbrüggerfeld ist ein Ortsteil der Gemeinde Filsum im Landkreis Leer in Ostfriesland. Er liegt etwa 2,6 Kilometer nordöstlich des Kernortes. Auch in kirchlicher Hinsicht gehört das Dorf zu Filsum. Die Einwohner von Stallbrüggerfeld sind Teil der dortigen evangelisch-lutherischen St.-Paulus-Kirchengemeinde. Die Besiedelung von Stallbrüggerfeld begann 1773. Der Name der Gemarkung ist jedoch weitaus älter. Er wird 1447 als ad Stalbregghe erstmals erwähnt. Aus dem Jahr 1734 ist die Bezeichnung unter der Stallbrücken überliefert bezeichnet. Seit 1871 ist die heutige Schreibweise amtlich. Der Ortsname ist friesischen Ursprungs. Er bezeichnet eine feststehende Brücke (altfriesisch stalle = fest, bregge = Brücke). Diesem wurde später noch der Zusatz -Feld angehängt.